# Долг (философия)
Долг — внутренне принимаемое (добровольное) обязательство, «обязанность
человека, освящённая его совестью». Это одно из основополагающих понятий этики, подразумевающее, что поступки человека совершаются на основе нравственно мотивированного давления или обоснования. Долг — это нравственная необходимость, которая закрепляется в качестве субъективного принципа поведения. В философии долг считается императивной формой морали.
Долгом может называться обязательство субъекта или группы субъектов перед другим субъектом или субъектами (например, людьми, страной или Богом). Чаще всего в качестве долга рассматривается моральное обязательство (моральный долг, нравственный долг) — добровольное моральное обязательство индивида перед другими людьми.
Другие виды долга: гражданский долг, патриотический долг, воинский долг.
Долг изучает философская дисциплина деонтология.

## История термина
Считается, что Зенон Китийский, основоположник стоицизма, ввёл термин «надлежащее» (καθῆκον), дав ему следующее определение: «сообразность в жизни, действие, имеющее убедительное обоснование». В его понимании человек должен разумно обосновывать любой поступок, так как разумная человеческая природа проявляется, когда человек использует свою способность делать разумный выбор.
По словам Диогена Лаэртского, «Зенон первый употребил слово „долг“, ибо он вывел его из слов „то, что подобает“: долг есть действие, присущее природным созданиям. Из действий, совершённых по влечению, одни сообразны с долгом, другие противны долгу, третьи — ни то, ни другое. Сообразно с долгом то, что внушается разумом, например, почитать родителей, братьев, отечество, уступать друзьям. Противно долгу то, чего разум не внушает…»
В древнегреческом языке несколько разных слов использовались для обозначения правильных (должных) действий, в том числе δέον (буквально: насильственное опутывание). Используя этот термин, Иеремия Бентам ввёл новое понятие деонтологии для обозначения учения о правильном (должном).
Демокрит, говоря о личностном характере моральных механизмов в своей этике, указывает на стыд и чувство долга, как на внутренние регуляторы поведения человека.

## Понятие долга в различных философских направлениях

### Стоицизм
Долг рассматривается в стоицизме в рамках принципа долженствования как центральная категория, обозначающая нечто «подобающее», «надлежащее» или «налагающееся природой». Он относится к «природной» целесообразности любого действия, направленного на сохранение и поддержание собственного бытия, то есть находится в сфере «первичной склонности». По мнению стоиков, человеку свойственно чувство долга, которое проявляется в добродетельном поступке мудреца. Сам мудрец существует как идеал, воплощает в себе все добродетели, поступает только сообразно долгу ради общей пользы. Сенека считал, что человек, будучи общественным существом, должен искать пути к выполнению долга. Марк Аврелий подкреплял эту идею, выдвигая серию категорических постулатов, как должен вести себя человек и какими качествами он должен обладать. Так как стоики рассматривают цель жизни как стремление к благу, то есть в согласии с природой, то само слово долг приобретает измерение отношения человека и мира. С точки зрения внутреннего фактора (субъективного), есть то, что находится в сфере активной деятельности человека — его выбор, и важно, чтобы у человека было нравственное намерение к действию, то есть его поведение должно зависеть от ценностей самого человека. И в этой плоскости появляется понятие долга — человек осуществляет добро, что подобает его положению. Понятие долга («надлежащего») у стоиков не тождественно нравственному долгу, который есть «действие согласно добродетели», «совершенное надлежащее».

### Цицерон
Принято считать, что Цицерон первым представил термин «надлежащего» на латинском языке, переведя его как «officium». Цицерон имел практическую ориентированность в моральной философии, поэтому это слово для него означало обязанности гражданина римской общины, т.е это уже не отвлеченный и общечеловеческий изначальный долг как у стоиков. Заимствуя идеи у этого направления философской мысли, он перерабатывал их, выбирая то, что ему казалось наиболее интересным (Cic.Deoff.I 6). В своей книге «Об обязанностях» (De officiis) он рассуждает о долге, как о том, что обусловлено связями человека в обществе и его взаимоотношениями с другими людьми. Цицерон определил четыре добродетели, которыми должен руководствоваться доблестный гражданин — познанием истины, справедливостью и связанной с ней щедростью как двуединой добродетелью, величием духа, умеренностью. Учение об обязанности (долге) у Цицерона неразрывно связано с представлением о высшем благе (summum bonum) как о нравственно прекрасном (honestum). По его мнению, любой сфере жизни и области деятельности соответствуют свои обязанности, исполняя которые человек исполняет нравственный смысл всей жизни (honestas omnis vitae). Размышляя о долге человека, Цицерон затрагивает такие сферы, как государственные обязанности, понятие неприкосновенности собственности, военная мораль, обязанности в отношении различных уровней общества (отечество и родители, дети и семья, и так далее). Понятие долга стоиков «катекон» Цицерон отождествляет с «обыкновенной» обязанностью, которая касается всех людей, что позволяло морально квалифицировать разнообразные конкретные обязанности человека. Кант считал учение Цицерона об обязанностях продолжением учения о нравственности (этика), и оно было своего рода каноном до появления учения самого Канта.

### Религиозная философия
Во времена Средневековья Амвросий Медиоланский использовал учение Цицерона, переложив его в своей работе «Об обязанностях церковнослужителей» с точки зрение христианской морали. Обязанности разделяются на «совершенные» и «средние», которые он поясняет на примерах Нагорной проповеди и Декалога соответственно. То есть, дела первой категории — десять заповедей, а второй — дела милосердия. «Средние» обязанности — это предписания (praecepta), они имеют строго обязательный характер, служат преодолению греха и подготовке к «жизни вечной». Опираясь на книгу Цицерона, Амвросий Медиоланский также искал подтверждение тому, что слово officium (обязанность) встречается и в Священном Писании, а не только у философов. «Совершенная» же обязанность абсолютна, она имеет отношение к совершенству Небесного Отца. В результате своей работы он стал трактовать обязанность как действия, направленные на благо и пользу. Далее эту тему в рамках религиозной философии стал развивать Фома Аквинский, обосновывая обязанности «в рамках гипотетического императива», когда цель, связанная с Богом и божественным, необходима, тогда действия, направленные на ее выполнение, становятся долгом.

### Кант
Наибольшую значимость понятие долга приобретает в Новое время, особенно в этике Канта. По Канту, долг — это необходимость поступка из уважения к нравственному закону. Долг позволяет индивиду быть нравственным.